# Michael Mary O’Shea
Michael Mary O’Shea OSM (* 27. August 1930 in Curraheen, County Kerry; † 30. Mai 2006) war ein irischer römisch-katholischer Ordensgeistlicher und Apostolischer Vikar von Ingwavuma.

## Leben
Michael Mary O’Shea trat der Ordensgemeinschaft der Serviten bei und empfing am 8. Juli 1956 das Sakrament der Priesterweihe. Papst Paul VI. bestellte ihn am 9. Januar 1976 zum Apostolischen Präfekten von Ingwavuma.
Infolge der Erhebung der Apostolischen Präfektur Ingwavuma zum Apostolischen Vikariat ernannte ihn Papst Johannes Paul II. am 19. November 1990 zum Titularbischof von Ath Truim und zum ersten Apostolischen Vikar von Ingwavuma. Der Bischof von Manzini, Louis Ncamiso Ndlovu OSM, spendete ihm am 6. April 1991 die Bischofsweihe; Mitkonsekratoren waren der Erzbischof von Durban, Denis Eugene Hurley OMI, und der Bischof von Eshowe, Mansuet Dela Biyase.